# Wals (muziek)

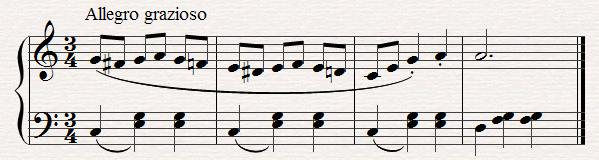
Een deel uit de ouverture van Die Fledermaus van Johann Strauss. Let op de onderste balk, met het typische hoem-pa-pa.

De wals (Frans: valse, Duits: Walzer, Engels: waltz) is een danssoort die oorspronkelijk vanuit de volksmuziek uit Zuid-Duitsland en Oostenrijk rond 1770 is ontstaan. Kenmerkend is de 3/4-maat, al komen in Latijns-Amerika ook walsen in 6/8-maat voor.
Bekende danswalsen zijn geschreven door Joseph Lanner, Johann Strauss sr., diens zoon Johann Strauss jr. en Pjotr Iljitsj Tsjaikovski. Daarnaast werden er ook (meer gestileerde) walsen geschreven die vooral bedoeld waren voor concertante uitvoeringen, bijvoorbeeld door 
Frédéric Chopin, Franz Liszt, Johannes Brahms, Gustav Mahler en vooral door Johann Strauss jr. 
Franz Schubert schreef meerdere walsen voor onder andere piano. Ook Jacques Offenbach en Franz von Suppè schreven diverse walsen.
De Latijns-Amerikaanse wals is opvallend rijk aan syncopen, zowel in de melodie als de ritmische begeleiding. Het basisritme wordt hier bepaald door de hemiool, een accentverschuiving dat ontstaat wanneer in een driedelig metrum een tweedelig ritme wordt ingebracht. Kenmerk van de Europese wals is de begeleidingsfiguur met een zwaardere eerste tel (puls), meestal een basnoot, gevolgd door twee lichtere tellen (meestal een akkoordje). 
Bij de Curaçaose en de Venezolaanse wals daarentegen, valt de klemtoon veelal op de eerste en op de twee en een halve tel, waardoor het hemiool ritme ontstaat. Bekende componisten van Curaçaose walsen zijn onder andere Jan Gerard Palm, Jacobo Palm, Rudolph Palm en John Palm. 
De "jazz wals" komt incidenteel voor bij o.a Leonard Feather, Fats Waller, Dave Brubeck, Max Roach/Sonny Rollins, Bill Evans, Wes Montgomery, Cannonball Adderly, Miles Davis, Charles Mingus, The Jazzmessengers, John Coltrane. Toots Thielemans komt de eer toe als een van de eerste Europeanen de oorspronkelijk Europese driekwartsmaat te hebben gebruikt voor zijn jazz wals 'Bluesette', Joe Vanenkhuizen ontwikkelde met zijn project 'Redefining the Waltz' een geheel uit driekwartsmaat bestaand concept.
De Engelsen namen de wals van het Europese continent over in de vorm van de Engelse wals, die doorgaans een rustig karakter heeft.
Ook in de popmuziek zijn songs geschreven in 3/4- en zelfs 6/8- maat, bijvoorbeeld I me mine van The Beatles, geschreven door George Harrison.

## Uitvoering
De wals kent in wezen twee te onderscheiden uitvoeringspraktijken:
- Een strak metronomisch-ritmisch uitgevoerde versie
- Een vrijere rubato versie

In de eerste vorm is de wals veelal in Engeland en Frankrijk te vinden, in de tweede in onder andere Duitsland en Oostenrijk. 
De vrijere wals kent meestal een kleine pulsverschuiving van de tweede en derde tel, waarbij de tweede tel wat 'vroeger' en de derde wat 'later' komt dan in de strakke vorm. Ook de melodie in de vrijere walsen valt soms niet geheel gelijk met de teleenheid maar speelt daar vrijer omheen. De vrijere vorm is door de ritmische souplesse zwieriger, de strakke wals daarentegen wat statiger of boerser.